# Algebra di Heyting
Un'algebra di Heyting (dal matematico olandese Arend Heyting) è la struttura di verità della logica intuizionista.
Un'algebra di Heyting soddisfa queste proprietà: chiusura rispetto all'unione (più in generale, rispetto ad un operatore binario {\displaystyle \vee }) e rispetto all'intersezione (operatore binario {\displaystyle \wedge }). A differenza dell'algebra di Boole (che rappresenta il modo di ragionare in logica classica), non è necessariamente chiusa rispetto al complemento (negazione): per cui, ogni algebra di Boole è di Heyting.
Interpretando delle proposizioni (diciamole A e B) in elementi dell'algebra a e b, l'interpretazione di "{\displaystyle A\wedge B}" va in {\displaystyle a\wedge _{H}b}, mentre "{\displaystyle A\vee B}" va in {\displaystyle a\vee _{H}b}.
L'interpretazione di {\displaystyle A\to B} è, come si evince dalla definizione stessa, {\displaystyle \bigvee \{z:z\wedge a\leq b\}}.
Un'algebra di Heyting è completa se è chiusa rispetto al {\displaystyle \vee } numerabile, ovvero rispetto all'implicazione.
Esempi di algebre di Heyting complete sono le topologie; una qualsiasi algebra di Heyting può essere immersa in una topologia costruita ad hoc.